# Preročišče
Preročišče, tudi orakelj je svetišče, kjer svečenik v imenu višje sile (božanstva) z nezmotljivo avtoriteto izreka modre nasvete in prerokbe. To stori z razbiranjem različnih znakov in simbolov, večinoma pa napoveduje prihodnost. Sicer izraz orakelj izhaja iz latinske besede orare = govoriti.

## Kraji z oraklji
Preročišča so bila popularna v mnogih starih civilizacijah. Na Kitajskem so prerokovali iz kosti, želvjih oklepov, najdbe nakazujejo njihovo uporabo že v dinastiji Shang (1600 - 1046 pr. n. š.). I Čing ali »Knjiga premen« je zbirka 64 heksagramov, ki so jih uporabljali v tem obdobju (uporabljali so posušena rmanova stebla), predvsem pa je močno vplivala na filozofijo, književnost in državno ureditev takratne Kitajske od časa dinastije Zhou (1122 - 256 pr. n. š.).
V klasični Grčiji so se pred vsemi pomembnimi civilizacijskimi oziroma vojaškimi podvigi posvetovali s preročišči. Domnevno je Apolonov Delfski orakelj tudi razglasil Sokrata za najbolj modrega Grka, na to pa naj bi Sokrat odgovoril, da verjetno zato, ker se edini zaveda lastne nevednosti. Orakelj je prenehal delovati v 3. stoletju (morda je bil svečenik podkupljen), z oznanilom, da bogovi tod ne bodo več govorili. Drugi najpomebnejši grški preročišči sta bili Dodona (posvečena Zevsu, Herakleju in Dioni) in Kretsko preročišče (posvečeno Apolonu).
Znan je tudi bogu Amonu (ki so ga grki enačili z Zevsom) posvečeni orakelj v Egiptu. Na Aleksandra Velikega, ki ga je obiskal enkrat, je vplival s konceptom o njegovi božanski osebnosti. 
V nordijski mitologiji je Odin v Asgard odnesel glavo vrhovnega boga Mimirja, ki je služila kot orakelj.
Preročišča so uporabljali še Azteki in Tibetanci; Dalaj Lama, ki živi v izgnanstvu v severni Indiji, se še vedno posvetuje z orakljem Nechung, popolno razlago postopka opisuje v svoji knjigi »Svoboda v izgnanstvu« 